# Amil-nitrit
Az amil-nitrit (C5H11NO2; INN: amyl nitrite) szerves vegyület, sárgás színű, kellemes gyümölcsillatú, égetően fűszeres ízű, sűrűn folyó folyadék. Rendkívül jó értágító hatású, ezért érgörcsök diagnosztizálásában használják. Hatását gyorsan – másodpercek alatt – kifejti, de csak rövid ideig tart, ezért gyógyszerként kevéssé használatos. Cianidmérgezésnél ellenszerként alkalmazható, de embereknél általában intravénás-nátrium-nitrit-adással együtt alkalmazzák. Nyálkahártyán, leggyorsabban a tüdőn keresztül keresztül felszívódva bejut a véráramba, de gyors hidrolízis révén – ennek terméke izoamil-alkohol és nitrit – inaktiválódik. Szájon át szedve nem hatásos, mivel a gyomor- és bélrendszerben gyorsan elhidrolizál.

## Előállítása és reakciói
Az alkil-nitriteket alkoholok és salétromossav reakciójával állítják elő:
C5H11OH  +  HONO  →  C5H11ONO  +  H2O
A reakció észteresítés. Az alkil-nitritek szintézise általában egyszerű és házi laboratóriumban is elvégezhető. Az egyik gyakran használt eljárás szerint nátrium-nitrit vizes oldatának és egy alkohol hűtött elegyéhez cseppenként tömény kénsavat adagolnak. A köztes termékként keletkező nitrogén-monoxid és nitrogén-dioxid az alkoholt alkil-nitritté alakítja, amely kis sűrűsége miatt a felső rétegben gyűlik össze, ahonnan a reakcióelegyből könnyen dekantálható.
Bázis jelenlétében az izoamil-nitrit nitrit só és izoamil-alkohol keletkezése közben bomlik:
C5H11ONO  +  NaOH  → C5H11OH  +  NaNO2
Az amil-nitrit – más alkil-nitritekhez hasonlóan – karbanionokkal reagálva oximot képez.

## Farmakológiai hatások
Az amil-nitrit – más alkil-nitritekhez hasonlóan  – hatékony értágító, azaz kitágítja a vérereket, így csökkenti a vérnyomást. Az alkil-nitritekből nitrogén-monoxid szabadul fel, amely a simaizmok elernyesztésének jelét továbbítja. Hatására többek között vérnyomáscsökkenés, fejfájás, arcpirulás, szaporább szívverés, szédülés és a simaizmok – különösen a véredények falának és a végbél záróizmának – elernyedése lép fel. Megvonási tünetek nem jelentkeznek. Túladagolás esetén hányinger, hányás, alacsony vérnyomás, nem megfelelő mértékű légzés, nehézlégzés és ájulás jelentkezhet. A hatása gyorsan, általában másodpercek alatt jelentkezik, és rövid idő alatt (néhány percen belül) elmúlik.
Elősegíti a methemoglobin képződését, amely a cianidot nem toxikus cianomethemoglobin formájában képes megkötni.

## Felhasználása
A gyógyászatban ischaemiás szívbetegségek mint például angina pectoris kezelésére, valamint cianid mérgezés esetén alkalmazzák.
Másik gyakori felhasználása, hogy modellek dízelmotorjának üzemanyagához keverik gyorsító adalékanyagként.

## Fordítás
- Ez a szócikk részben vagy egészben az amyl nitrite című angol Wikipédia-szócikk ezen változatának fordításán alapul.  Az eredeti cikk szerkesztőit annak laptörténete sorolja fel. Ez a jelzés csupán a megfogalmazás eredetét és a szerzői jogokat jelzi, nem szolgál a cikkben szereplő információk forrásmegjelöléseként.